# Ton Lutgerink
Antonius Augustinus (Ton) Lutgerink (Rotterdam, 28 augustus 1946 - aldaar, 22 januari 2012) was een Nederlands choreograaf en danser.
Lutgerink wordt gezien als een van de vernieuwers van de moderne dans in Nederland. Vanaf 1984 werkte hij bij het Onafhankelijk Toneel, waar hij solo's maakte voor voorstellingen. Uiteindelijk werd hij een van de drie artistiek leiders van het het Onafhankelijk Toneel en Opera O.T. Hij bleef werkzaam tot de zomer van 2011 toen er kanker bij hem geconstateerd werd. Hij overleed in januari 2012 op 65-jarige leeftijd en werd begraven in Rotterdam.
Ton Lutgerink werd in 2011 voor zijn complete oeuvre onderscheiden met de Gouden Zwaan.